# ヘキサトリアコンタン
ヘキサトリアコンタン (Hexatriacontane) とは、直鎖状のアルカンの1種。炭素原子が36個、分岐することなく一列に連なっている。分子式は C36H74。